# Século XXXIX a.C.
Século XL a.C. - Século XXXIX a.C. - Século XXXVIII a.C.

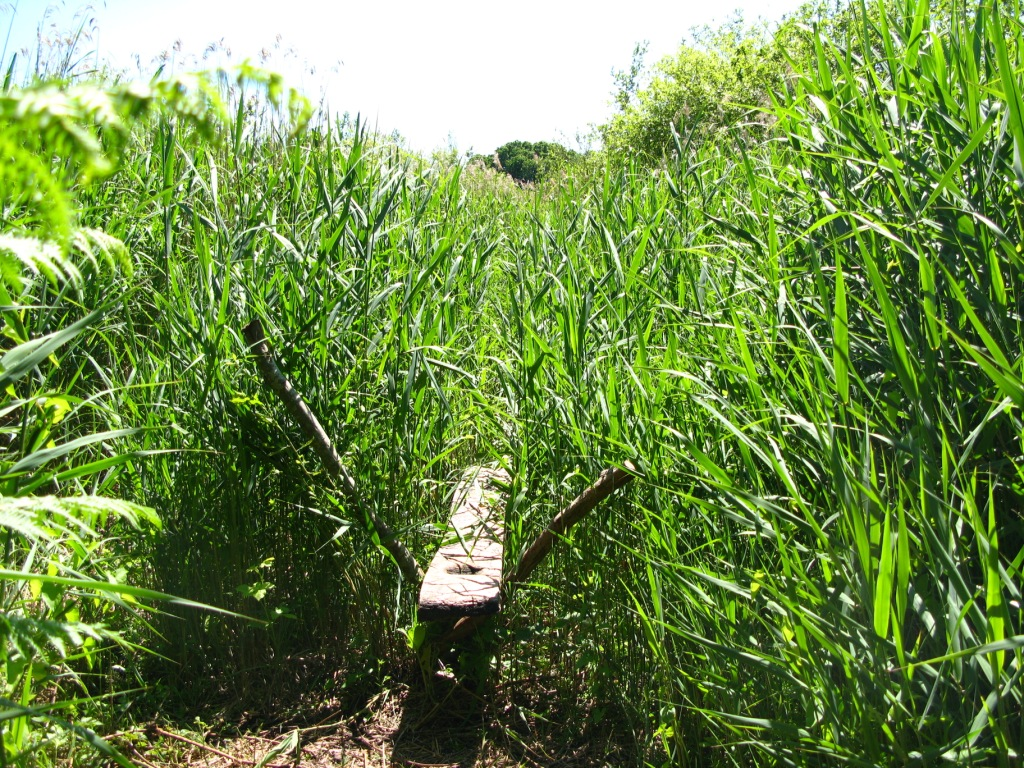
Réplica da chamada Sweet Track

## Eventos
- A Post Track, uma antiga causeway em Somerset Levels, Inglaterra, é construída, c. 3838 AC. É uma das mais antigas estradas descobertas na Europa Setentrional.
- A Sweet Track, uma antiga causeway, também em Somerset Levels, o mais antigo caminho de madeira descoberto na Europa Setentrional, é construído em 3807 AC ou 3806 AC. A Dendrocronologia permitiu uma datação precisa.[1]
- Arado em uso.
- Início do Período pré-dinástico do Egito (termina no Século XXXII a.C.
- Início da Cultura amratiana
- A Cultura de Maadi-Buto desenvolve-se entre 3800-3 200 a.C.
- Os Períodos de al-Ubaid e Uruque desenvolvem-se na Mesopotâmia.
- A Cultura ghassuliana desenvolve-se onde hoje é Israel.
- Susa foi fundada por volta de 4 000 a.C..